# 人生如戲
《人生如戲》（英語：Curb Your Enthusiasm）是一部美国電視情景喜剧，由拉里·大衛飾演虛構版本的自己。該系列的初始1小時特別節目於1999年10月17日播出，其後電視劇的第一季于2000年首播。最終季第12季於2024年播出。

## 外部連結
- 官方网站
- 互联网电影数据库（IMDb）上《人生如戲》的资料（英文）